# Волнино (Владимирская область)
Волнино — деревня в Муромском районе Владимирской области России, входит в состав Борисоглебского сельского поселения. 

## География
Деревня расположена в 1 км на восток от центра поселения села Борисоглеб и в 14 км на север от Мурома, близ автодороги 17К-2 Муром – М-7 «Волга».

## История
Деревня впервые упоминается в окладных книгах Рязанского епископа 1676 года в составе Борисовского прихода.
В конце XIX — начале XX века деревня входила в состав Чаадаевской волости Муромского уезда. В 1859 году в деревне числилось 12 дворов, в 1905 году — 26 дворов, в 1926 году — 51 дворов.
С 1929 года деревня являлась центром Волнинского сельсовета Муромского района, с 1940 года — в составе Борисово-Глебского сельсовета, с 2005 года — в составе Борисоглебского сельского поселения. 

## Население
| 1859 | 1905 | 1926 | 2002 | 2010 | 2021 |
| ---- | ---- | ---- | ---- | ---- | ---- |
| 103  | ↗211 | ↗287 | ↘195 | ↘184 | ↘154 |